# 秘密を持った少年たち
『秘密を持った少年たち』（ひみつをもったしょうねんたち）は、2023年10月7日（6日深夜）から12月23日（22日深夜）まで、日本テレビの深夜ドラマ枠「金曜ドラマDEEP」にて放送されたテレビドラマ。

## あらすじ
平凡な高校生・光石玲矢は、深夜の路上で偶然3年前に突如失踪した幼馴染·吉野ユキが謎の集団から暴行されているところを目撃する。玲矢はユキを守ろうとした結果、夜行となってしまう。

## キャスト

### 主要人物
光石玲矢〈17〉
演 - 佐藤海音
本作の主人公。高校3年生。片思いの相手である幼なじみ・ユキを救うため「夜行」になった少年。「404 not found」（フォーゼロフォー）のボーカル。
吉野ユキ〈19〉
演 - 大原優乃
玲矢の幼なじみ。3年前突然姿を消した。

### 夜行 / バンド 404 not found
貴崎慎一郎〈18〉
演 - 西田至
ボーカル。外見は18歳だが実は100歳以上である。
スー / 久保勧〈18〉
演 - 米尾賢人
バッキングギター。
石橋ヒカル〈17〉
演 - 冨田侑暉
キーボード。
麻見葉〈17〉
演 - 竹内黎
ギター。
矢沢和馬〈16〉
演 - 伊藤圭吾
ドラマー。
岡部雅人〈18〉
演 - 齋木春空
ベーシストで人間の女の子に恋をしている。

### 夜行狩り
黒瀬拓実〈22〉
演 - 大東立樹
リーダー。夜行に家族を殺されたため夜行を絶滅させようと思っている。
白木絵里
演 - 鈴木ゆうか
夜行に襲われて親友を亡くした。復讐のため夜行狩りに入る。

### 周辺人物
夏川理央子
演 - ゆいかれん
夏川総合病院の医者。秘密裏に夜行を助けている。
光石芳美
演 - 橋本マナミ
玲矢の母。
隆介
演 - 大谷亮平
予備校教師。ある秘密を抱えている。

### その他
椎名孝之
演 - 小泉光咲（原因は自分にある。）
夜行狩りに襲われて死亡した404 not foundの元ボーカル。
津田あずさ
演 - 川津明日香
玲矢の高校の同級生で、玲矢の熱烈なファン。
深水凛
演 - ミチ
予備校教師。裏で生徒を襲っては殺している。
森岡遥
演 - HANANO（BiTE A SHOCK）
絵里の同級生。玲矢の正体を見てしまう。

## 用語
夜行（やこう）
本作のキーワード。黒瀬曰く、「人間を襲って血を吸う化け物」で、吸血鬼の様な存在。日光を浴びると、身体が燃えて消滅してしまう。

## スタッフ
- 脚本 - 目黒啓太、杉原憲明、内平未央[2]
- 音楽 - カワイヒデヒロ
- 主題歌 - 龍宮城「SHORYU（→↓↘+P）」（Sony Music Labels Inc.）[2]
- プロデューサー - 山王丸和恵、森田美桜（AOI Pro.）、荒河七子（AOI Pro.）[2]
- 制作 - 道坂忠久、佐藤貴博[2]
- プロデュース - 植野浩之、藤澤季世子[2]
- 監督 - 中田秀夫、桑島憲司、藤澤浩和[2]
- 制作協力 - AOI Pro.[2]
- 製作著作 - 『秘密を持った少年たち』製作委員会[2]

## 放送日程
| 各話   | 放送日   | サブタイトル                | 脚本     | 監督     |
| ------ | -------- | --------------------------- | -------- | -------- |
| 第1話  | 10月07日 | 秘密をもった少年            | 目黒啓太 | 中田秀夫 |
| 第2話  | 10月14日 | 私の血をのんで              | 目黒啓太 | 中田秀夫 |
| 第3話  | 10月21日 | 妬みの三つ巴                | 目黒啓太 | 中田秀夫 |
| 第4話  | 10月28日 | 仕組まれた罠                | 目黒啓太 | 桑島憲司 |
| 第5話  | 11月04日 | 裏切り者の末路              | 杉原憲明 | 桑島憲司 |
| 第6話  | 11月11日 | 覗いてはイケナイ            | 杉原憲明 | 桑島憲司 |
| 第7話  | 11月18日 | 夫と息子を奪ったドロボウ猫  | 杉原憲明 | 藤澤浩和 |
| 第8話  | 11月25日 | バケモノ!絶対に許さない     | 杉原憲明 | 藤澤浩和 |
| 第9話  | 12月02日 | 第一章終幕 復讐完了         | 内平未央 | 桑島憲司 |
| 第10話 | 12月09日 | 彼女は他の男のモノ          | 杉原憲明 | 桑島憲司 |
| 第11話 | 12月16日 | それぞれの愛                | 目黒啓太 | 藤澤浩和 |
| 最終話 | 12月23日 | この血が尽きるまで…君を守る | 目黒啓太 | 桑島憲司 |

- 第1話は前日放送『news zero』の放送拡大（23時30分 - 翌0時40分）に伴い、10分繰り下げ0時40分 - 1時9分に放送された。
- 第3話は前日放送の金曜ロードショー『余命10年』（21時 - 23時14分）[4]に伴う特別編成の関係で20分繰り下げ、0時50分 - 1時19分に放送された。
- 第5話は前日放送の金曜ロードショー『スパイダーマン:ファー・フロム・ホーム』（21時 - 23時9分）[5]に伴う特別編成の関係で15分繰り下げ、0時45分 - 1時14分に放送された。
- 第6話は前日放送の金曜ロードショー『スパイダーマン:ノー・ウェイ・ホーム』（21時 - 23時24分）[5]に伴う特別編成と『news zero』の放送拡大（翌0時 - 1時5分）の関係で35分繰り下げ、1時5分 - 1時34分に放送された。
- 第10話は前日放送の金曜ロードショー『ズートピア』（21時 - 23時4分）[6]に伴う特別編成の関係で10分繰り下げ、0時40分 - 1時9分に放送された。
- 第11話はは前日放送の金曜ロードショー『メアリと魔女の花』（21時 - 23時9分）[7]に伴う特別編成の関係で15分繰り下げ、0時45分 - 1時14分に放送された。

## スピンオフドラマ

### TVerオリジナルストーリー
本篇第1話の放送終了後から配信中。

#### 配信日程（スピンオフドラマ）
| 話数 | 配信日   | サブタイトル                 |
| ---- | -------- | ---------------------------- |
| #1   | 10月07日 | 抑えられない血の誘惑         |
| #2   | 10月14日 | 俺が慎一郎を好きになるなんて |
| #3   | 10月21日 | 僕が夜行に堕ちたとき         |

## 舞台
ドラマの前日譚が『音楽劇　秘密を持った少年たち』として舞台化され、2023年11月17日から23日まで、東京・日本青年館ホールにて上演された。

### キャスト
- 西田至
- 米尾賢人
- 竹内黎
- 齋木春空
- 佐藤海音
- 冨田侑暉
- 伊藤圭吾
- 松本大輝
- 大東立樹
- 仲田祥司
- 南舘優雄斗
- 大久保祝臣
- 廣澤暁晴
- 丸山武蔵
- 大嶌幸太

### スタッフ
- 脚本：葛木英
- 演出：吉谷晃太朗